# Orgilus insularis
Orgilus insularis är en stekelart som beskrevs av Muesebeck 1970. Orgilus insularis ingår i släktet Orgilus och familjen bracksteklar. Inga underarter finns listade i Catalogue of Life.